# Mario Bermejo
Mario Bermejo Castanedo (Santander, Cantabria, España, 7 de octubre de 1978) es un exfutbolista español. Jugaba de delantero y su último equipo fue el Real Club Celta de Vigo de la Primera División de España.

## Trayectoria

### Inicios
Formado en el Perines y Bansander, Mario Bermejo pasaría a las categorías inferiores del Racing de Santander, donde completaría su formación y debutaría con el primer equipo cántabro en Primera División, el 23 de septiembre de 1995, con tan sólo 16 años de edad de la mano de Vicente Miera, jugando los últimos 4 minutos de la cuarta jornada ante el Sevilla en El Sardinero, sustituyendo a Alberto. Durante este tiempo fue seleccionado por Juan Santisteban para la selección española en las categorías sub-16 (Subcampeonato de Europa en Bélgica) a sub-18 (Campeonato Europeo en Islandia).
En la temporada 1996-97 Mario Bermejo fichó por el Athletic Club para ser jugador del Bilbao Athletic. Este fichaje se produjo gracias a que la familia paterna, incluido su padre, eran naturales de Bilbao. En sus dos primeras temporadas fue un asiduo en el conjunto filial, logrando cinco goles. Además, pudo disputar tres encuentros con el primer equipo, siendo el primero de ellos uno ante la Sampdoria en Copa de la UEFA (victoria por 1-2).

### Cesiones en Segunda B y Segunda División
En la temporada 1998-99 fue cedido por el Athletic Club a la Cultural Leonesa, equipo del grupo II de la 2.ªDivisión B, en el que el delantero cántabro disputaría un total de 28 partidos, marcando 3 goles, y proclamándose Campeón de liga del grupo II. En la liguilla tendría como rivales a Córdoba, Cartagonova y Racing de Ferrol, en un grupo en el que acabarían ascendiendo los cordobeses.
La temporada 1999-00 la inició en el Bilbao Athletic, con el que disputó en la primera vuelta un total de 21 partidos jugados, en los que marcó 11 goles. Su gran rendimiento le sirvió para ser cedido en el mercado de invierno al Eibar, con el que jugó en la segunda vuelta del campeonato, debutando en Segunda División y disputando un total de 15 partidos jugados, en los que logró un gol ante el Villarreal en la 27.ª jornada, concluyendo la liga con los eibarreses en 11.ª posición.
En la temporada 2000-01 fue nuevamente cedido, esta vez a la Gimnástica de Torrelavega, equipo cántabro del grupo II de la 2.ªDivisión B, con el que delantero santanderino disputó un total de 31 partidos, en los que marcó 7 goles, concluyendo la liga en 13.ª posición. Al año siguiente vivió su última cesión, en este caso, al Hospitalet del grupo III de la 2.ªB, equipo con el que disputó un total de 33 partidos, en los que marcó ocho goles, concluyendo la liga en una 4.ª posición que los clasificó para la fase de ascenso. En la liguilla tendría como rivales a Getafe, Motril y Cultural Leonesa, en un grupo en el que acabarían ascendiendo los madrileños.

### Retorno a Primera y descenso
Su extraordinario rendimiento en tierras catalanas le sirvieron para, en la temporada 2002-03, fichar por el Recreativo de Huelva, recién ascendido a Primera División. Retornaba así a la máxima categoría del fútbol español, después de sus fugaces pasos por ella. Esta vez, Bermejo disputaría en Primera un total de 1449 minutos en 28 partidos jugados, 16 como titular, en una campaña en la que Mario no pudo evitar el descenso de los onubenses a Segunda División ni anotar gol alguno en Primera División.
La temporada 2003-04 la comenzó en el Recreativo de Huelva con el que disputó, en la primera vuelta en Segunda, un total de 493 minutos en 11 partidos jugados, en los que tampoco anotó ningún gol. En el mercado de invierno fichó por el Racing Ferrol con el que logró ascender a Segunda División, tras disputar 1291 minutos en 21 partidos jugados, 12 como titular, en los que marcó 8 goles.
La temporada 2004-05 sería la mejor de su carrera al proclamarse, por primera vez y en la historia de un delantero racinguista, máximo goleador de la Segunda División, al conseguir marcar la espectacular cifra de 25 goles en 39 partidos. De cara a la temporada 2005-06 prefirió unirse al Albacete Balompié, para intentar conseguir el ascenso a Primera División. Con el conjunto albaceteño logró nueve goles en 32 partidos.
En la temporada 2006-07 fichó por el UD Almería. Con el conjunto almeriense, Mario sí que logró el ascenso a la máxima categoría aunque fue un jugador habitualmente utilizado para las segundas partes. En 33 partidos, 12 como titular, logró cinco tantos. En la temporada 2007-08 fue cedido, por el Almería, al Polideportivo Ejido, dirigido por Luis César Sampedro, que había sido su técnico en la temporada 2003-04. Con este equipo sufrió el descenso a Segunda B, después de haber logrado cinco goles en 35 partidos.

### Xerez CD
En la temporada 2008-09 rescindió su contrato con el Almería para fichar por el Xerez CD, equipo de Segunda División, con el que volvería a tener un papel determinante. Bermejo disputó 34 partidos y anotó doce goles, logrando así su segundo ascenso a Primera División. En la temporada 2009-10 renovó por el Xerez, con el que volvió a jugar en el debut del conjunto jerezano en Primera División. El 18 de octubre de 2009 consiguió su primer gol en Primera, frente al Villareal CF. Esa fue la primera victoria también del Xerez en Primera (Xerez CD 2 - Villareal CF 1). Sin embargo, finalmente el equipo jerezano descendió y volvió a Segunda. Mario fue el máximo goleador del equipo con doce goles en 34 partidos. En su última temporada en el club jerezano, logró ocho goles en Segunda División.

### Real Club Celta de Vigo
Antes de retirarse militó en el Real Club Celta de Vigo, club al que llegó en junio de 2011. En la temporada 2011-2012 logró su tercer ascenso a Primera, logrando ocho goles. Al finalizar la temporada 2013-2014, anunció su retirada, y pasó a formar parte de la dirección deportiva del Celta de Vigo.

## Estadísticas
- Debut en 1.ª División: Racing Santander 1-1 Sevilla (23-09-1995).
- Debut en 2.ª División: Éibar 1-0 Getafe (30-01-2000).

## Clubes
| Club                                      | País                | Temporada           | Partidos | Goles |
| ----------------------------------------- | ------------------- | ------------------- | -------- | ----- |
| Racing                                    | España              | 1995-1996           | 1        | 0     |
| Bilbao Athletic                           | España              | 1996-1998           | 44       | 5     |
| Athletic Club                             | España              | 1997-1998           | 3        | 0     |
| Cultural Leonesa                          | España              | 1998-1999           | 34       | 3     |
| Bilbao Athletic                           | España              | 1999-2000           | 21       | 11    |
| S.D. Eibar (desde el mercado de invierno) | España              | 1999-2000           | 15       | 1     |
| Gimnástica de Torrelavega                 | España              | 2000-2001           | 35       | 7     |
| L'Hospitalet                              | España              | 2001-2002           | 42       | 11    |
| Recreativo                                | España              | 2002-2004           | 48       | 1     |
| Racing de Ferrol (desde enero de 2004)    | España              | 2003-2005           | 62       | 34    |
| Albacete                                  | España              | 2005-2006           | 34       | 11    |
| UD Almería                                | España              | 2006-2007           | 35       | 6     |
| Poli Ejido                                | España              | 2007-2008           | 36       | 5     |
| Xerez CD                                  | España              | 2008-2011           | 107      | 34    |
| Celta de Vigo                             | España              | 2011-2014           | 85       | 15    |
| Total en su carrera                       | Total en su carrera | Total en su carrera | 602      | 144   |

(Incluye partidos de 1.ª, 2.ª, 2.ªB, Copa del Rey, UEFA y Promoción de ascenso a 2.ª)

## Palmarés
| Título                                       | Club             | País   | Año       |
| -------------------------------------------- | ---------------- | ------ | --------- |
| Liga de Segunda División B 1998-99 (Grupo 2) | Cultural Leonesa | España | 1998-1999 |
| Liga de Segunda División 2008-09             | Xerez            | España | 2008-09   |

### Distinciones individuales
| Distinción                                        | Año     | Club             |
| ------------------------------------------------- | ------- | ---------------- |
| Trofeo Pichichi de la Segunda División (25 goles) | 2004-05 | Racing de Ferrol |